# Morti nel 1965/Febbraio
| Questa pagina contiene informazioni ricavate automaticamente dalle voci biografiche con l'ausilio del template Bio e di un bot. L'aggiornamento è periodico e automatico e ricostruisce completamente la pagina. Se manca una persona in questa lista, sei pregato di non aggiungerla, ma accertati piuttosto che la sua voce biografica contenga il template Bio e che i dati anagrafici siano correttamente compilati. Se il template Bio manca, inseriscilo tu stesso o, in alternativa, metti l'avviso {{tmp\|Bio}} che ne segnala la mancanza. Se i dati riportati sono sbagliati, correggi direttamente la voce biografica; le modifiche saranno visibili in questa lista entro pochi giorni. Per chiarimenti vedi il progetto biografie. La lista contiene solo le 83 persone che sono citate nell'enciclopedia e per le quali è stato implementato correttamente il template Bio. Pagina aggiornata al 3 mar 2024. |

- 1º febbraio - José Laguna, allenatore di calcio e calciatore argentino (n. 1895)
- 1º febbraio - Angelo Rotta, arcivescovo cattolico italiano (n. 1872)
- 2 febbraio - Richard Palmer Blackmur, poeta e critico letterario statunitense (n. 1904)
- 2 febbraio - Rolf Johannessen, calciatore norvegese (n. 1910)
- 2 febbraio - Carl Johan Lind, martellista e discobolo svedese (n. 1883)
- 2 febbraio - George Neville Watson, matematico inglese (n. 1886)
- 3 febbraio - Michele Barbaro, politico italiano (n. 1894)
- 3 febbraio - Giuseppe Levi, scienziato, medico e anatomista italiano (n. 1872)
- 3 febbraio - Vittorio Lucchetti, ginnasta italiano (n. 1894)
- 3 febbraio - Santo Semeraro, antifascista e politico italiano (n. 1900)
- 4 febbraio - Joseph Boakye Danquah, politico, attivista e storico ghanese (n. 1895)
- 4 febbraio - Jean Facchinetti, calciatore svizzero (n. 1904)
- 5 febbraio - Irving Bacon, attore statunitense (n. 1893)
- 5 febbraio - Paul Engelmann, architetto austriaco (n. 1891)
- 5 febbraio - Rolf Lefdahl, ginnasta norvegese (n. 1882)
- 5 febbraio - Anastasij Andreevič Vonsjackij, politico russo (n. 1898)
- 6 febbraio - Enrico Carzino, calciatore italiano (n. 1897)
- 6 febbraio - Grace James, scrittrice inglese (n. 1882)
- 6 febbraio - Koos Köhler, pallanuotista olandese (n. 1905)
- 6 febbraio - Ferdinando Pomati, calciatore italiano (n. 1899)
- 6 febbraio - Federico Vittorio di Hohenzollern-Sigmaringen, principe (n. 1891)
- 7 febbraio - Viola Desmond, imprenditrice canadese (n. 1914)
- 7 febbraio - Luis Giannattasio, ingegnere e politico uruguaiano (n. 1894)
- 7 febbraio - Joseph Joanovici, mercante russo (n. 1905)
- 7 febbraio - Lee Hoi-chuen, cantante, attore teatrale e attore hongkonghese (n. 1901)
- 7 febbraio - Nance O'Neil, attrice statunitense (n. 1874)
- 8 febbraio - Ray Brown, giocatore di baseball statunitense (n. 1908)
- 8 febbraio - Karl Wilhelm Rosenmund, chimico tedesco (n. 1884)
- 8 febbraio - Ercole Vampa, calciatore italiano (n. 1899)
- 10 febbraio - Guglielmo Federico di Schleswig-Holstein, nobile (n. 1891)
- 10 febbraio - Francesco Calasso, giurista italiano (n. 1904)
- 10 febbraio - Giulio Morellato, orologiaio e imprenditore italiano (n. 1892)
- 10 febbraio - Hans Weber, calciatore svizzero (n. 1934)
- 11 febbraio - Chintamanrao Dhundirao Patwardhan, principe indiano (n. 1890)
- 11 febbraio - Arturo Armato, politico italiano (n. 1887)
- 11 febbraio - Vitalij Aleksandrovič Čechover, scacchista e compositore di scacchi russo (n. 1908)
- 12 febbraio - Henry Kulky, attore statunitense (n. 1911)
- 12 febbraio - Waldemar Steffen, altista, lunghista e triplista tedesco (n. 1872)
- 13 febbraio - Humberto Delgado, generale e politico portoghese (n. 1906)
- 13 febbraio - William Heard Kilpatrick, pedagogista statunitense (n. 1871)
- 13 febbraio - Yves Urvoy de Portzamparc, ammiraglio francese (n. 1888)
- 13 febbraio - Gloria Morgan Vanderbilt, socialite statunitense (n. 1904)
- 14 febbraio - Désiré-Emile Inghelbrecht, compositore e direttore d'orchestra francese (n. 1880)
- 14 febbraio - Giuseppe Pennisi di Santa Margherita, avvocato e politico italiano (n. 1880)
- 14 febbraio - Paolo Serini, francesista e traduttore italiano (n. 1900)
- 15 febbraio - Selmar Samuel Aschheim, medico tedesco (n. 1878)
- 15 febbraio - Nat King Cole, cantante, pianista e attore statunitense (n. 1919)
- 17 febbraio - Tadeusz Lehr-Spławiński, slavista polacco (n. 1891)
- 18 febbraio - Armando Brasini, architetto e urbanista italiano (n. 1879)
- 18 febbraio - Filiberto Farci, scrittore, saggista e politico italiano (n. 1882)
- 18 febbraio - Giulio Pasquali, violista italiano (n. 1884)
- 18 febbraio - Khalid al-Azm, politico siriano (n. 1903)
- 19 febbraio - Giovanni Clocchiatti, allenatore di calcio e calciatore italiano (n. 1920)
- 19 febbraio - Florence Gill, doppiatrice britannica (n. 1877)
- 19 febbraio - Forrest Taylor, attore statunitense (n. 1883)
- 19 febbraio - Tom Wilson, attore statunitense (n. 1880)
- 20 febbraio - Théophile Marie Brébant, militare francese (n. 1889)
- 20 febbraio - Hubert Sijen, ciclista su strada olandese (n. 1918)
- 20 febbraio - Michał Waszyński, regista e sceneggiatore polacco (n. 1904)
- 21 febbraio - Harry Daniels, pallanuotista statunitense (n. 1900)
- 21 febbraio - Mahmoud Mokhtar El-Tetsh, calciatore egiziano (n. 1905)
- 21 febbraio - Anna Garofalo, giornalista italiana (n. 1903)
- 21 febbraio - Malcolm X, politico statunitense (n. 1925)
- 22 febbraio - Felix Frankfurter, giurista statunitense (n. 1882)
- 22 febbraio - Peter Martin Lampel, scrittore, sceneggiatore e drammaturgo tedesco (n. 1894)
- 22 febbraio - Eddie Phillips, attore statunitense (n. 1899)
- 23 febbraio - Luigi Castiglioni, latinista e filologo classico italiano (n. 1882)
- 23 febbraio - Herberts Cukurs, aviatore, militare e agente segreto lettone (n. 1900)
- 23 febbraio - John Kitzmiller, ingegnere, militare e attore statunitense (n. 1913)
- 23 febbraio - Stan Laurel, attore, comico e regista britannico (n. 1890)
- 24 febbraio - Andrej Beloborodov, pittore e architetto russo (n. 1886)
- 25 febbraio - Guido Manacorda, germanista e traduttore italiano (n. 1879)
- 25 febbraio - Leo Sirota, pianista russo (n. 1885)
- 25 febbraio - Giuseppe Varni, attore polacco (n. 1902)
- 25 febbraio - S. Fowler Wright, scrittore britannico (n. 1874)
- 26 febbraio - Jimmie Lee Jackson, attivista statunitense (n. 1938)
- 26 febbraio - Stewart Rome, attore inglese (n. 1886)
- 26 febbraio - Julius Skutnabb, pattinatore di velocità su ghiaccio finlandese (n. 1889)
- 26 febbraio - Władysław Starewicz, animatore e regista russo (n. 1882)
- 27 febbraio - Kenneth Barbour Montgomery, aviatore inglese (n. 1897)
- 27 febbraio - Maria Agnese Tribbioli, religiosa italiana (n. 1879)
- 28 febbraio - Siro Montanari, calciatore italiano (n. 1900)
- 28 febbraio - Adolf Schärf, politico austriaco (n. 1890)